# 百島 (広島県)

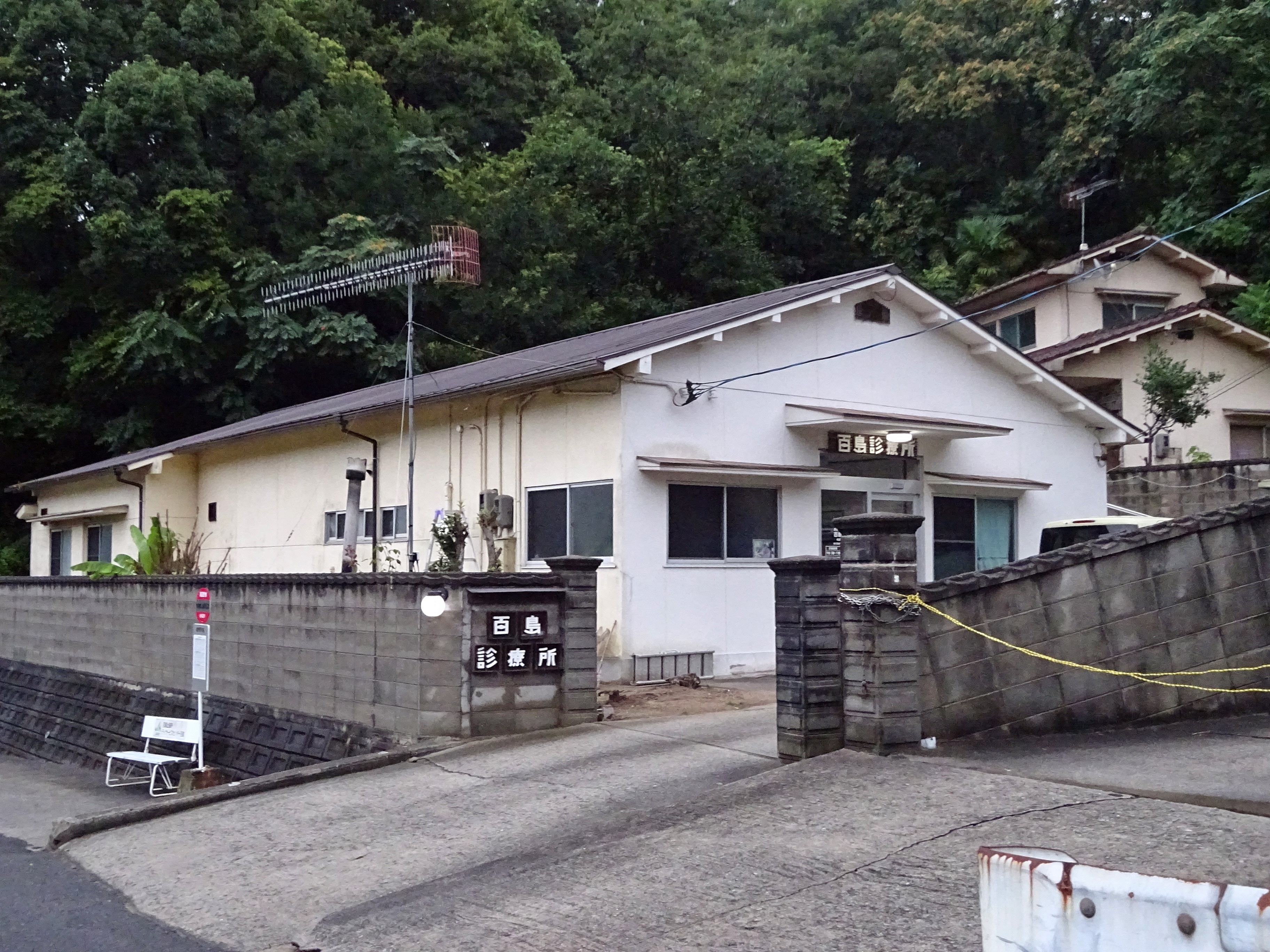
同島の診療機関「百島診療所」

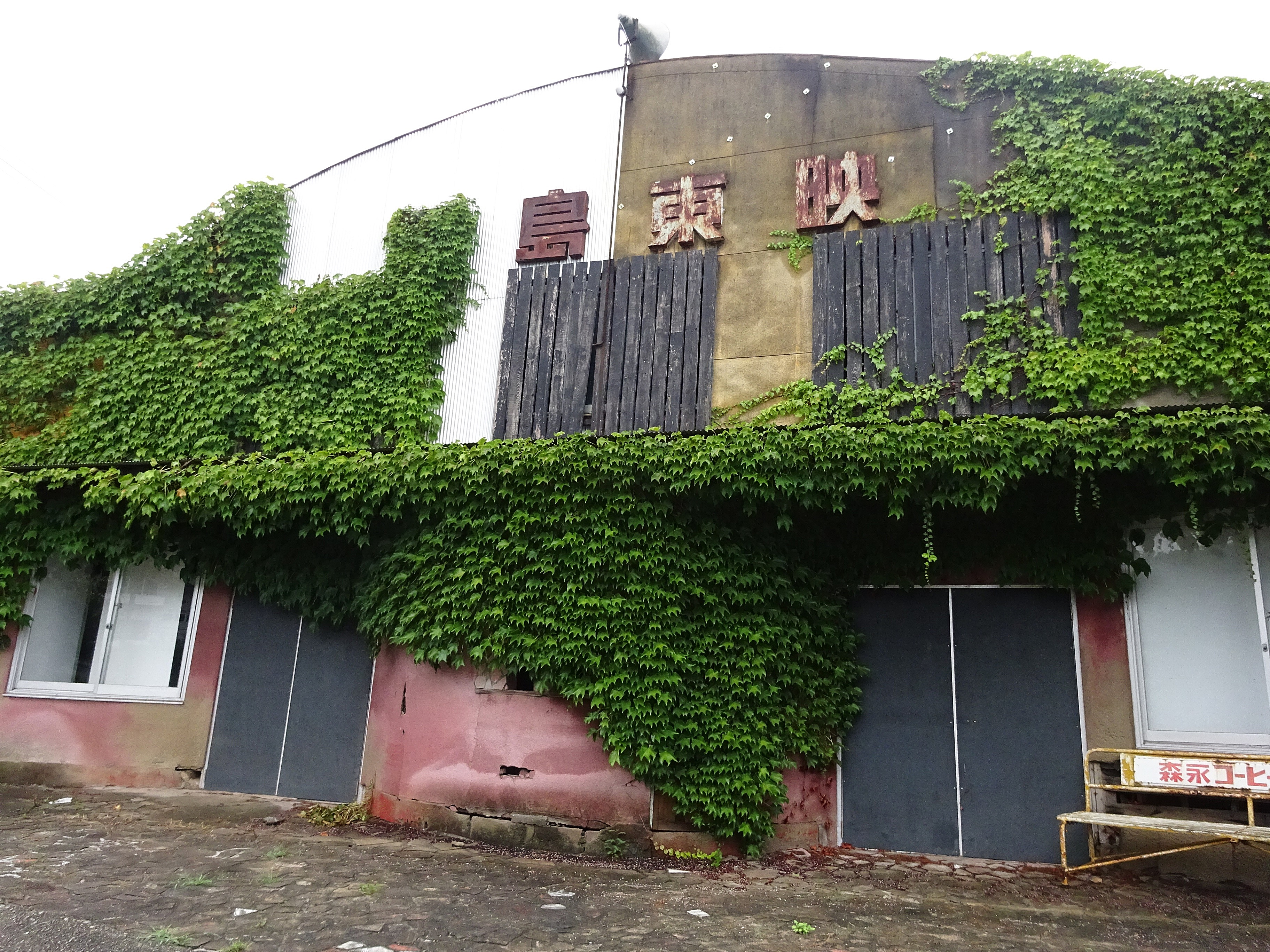
同島唯一の娯楽施設だった映画館跡「百島東映」

百島（ももしま）は瀬戸内海中部に浮かぶ芸予諸島の島。山陽道筋のほぼ中央に位置する。芸予諸島内の北方の天辺に浮かび、尾道港から鞆の浦の海道中間にある。
海岸は1983年3月31日に自然海浜保全地区に指定されている。

## 行政
広島県尾道市百島町に属する（1955年4月1日に沼隈郡百島村を編入）。郵便番号は722-0061（尾道郵便局管区）。
尾道市旧百島支所の建物は、尾道市に編入される前の1954年に沼隈郡百島村の村役場として建築された。2022年7月22日、文化審議会は旧尾道市役所百島支所庁舎を登録有形文化財とするよう答申した。
尾道市新百島支所の建物は百島簡易郵便局と一体となった建物で、2017年に完成し「百島みんなの家」の愛称がつけられている。

## 島名の由来
百島（ももしま）は、昔桃樹が多く「桃島」と読んだが、いつの頃からか「百」の字が充てられるようになったとも言う。また、かつて磯島と五十島の二島があって、それが一島になって百島に改めたとも言う。
さらに一説として、尾道から今治までの芸予諸島が百にも及び、その天辺に位置し、その百諸島を代表する島として百島と名づけられたとも言う。

## 歴史
室町時代になるまで百島の歴史資料は殆ど皆無だが、菅原道真が大宰府に流される途中、百島に立ち寄り一袖残したという伝説もあり、百島町福田地区に天満宮がある。
また1441年（嘉吉元年）、嘉吉の乱で敗れた赤松満祐の一族が百島に逃れて住み着いて、以来追っ手の襲来に備えた弓の稽古が由来の「お弓神事」が今尚毎年1月11日に催しされている。これは、百島村上水軍との関連が強いと言われている。

### 室町時代〜安土桃山時代
- 1504年 - 村上喜兵衛義高 百島茶臼山城を築城。
- 1579年 - 村上喜兵衛高吉 百島萬松山西林寺（曹洞宗）を建立。
- 1592年 - 村上喜兵衛高吉 小早川隆景の命を受け朝鮮に出兵。毛利氏より感状を貰う。

### 江戸時代
- 1700年（元禄13年）の福山藩内での御検地水帳が資料として残存している。屋敷所有者、屋敷借用者、本百姓、水呑百姓、石高、耕地数などが記録されている。

### 明治〜昭和初期
- 1895年（明治28年）

百島人口2,127人のうち59世帯255人（12%）が、現在の北海道岩見沢市栗沢町茂世丑地区に入植開拓。
- 1913年（大正2年）

百島人口403世帯 2,358人。
耕地の面積、島民の人口を養えず、北海道、関東、四国、九州の国内四方へ。
さらに海外である北米、南米、ハワイ、豪州、マニラ、朝鮮、台湾へ移住。
当時の沼隈郡誌の記録には「百島の者、一般に質朴勤勉にして徳義を重んじ、信義を守り、克く難苦に堪え、忍耐力強気を以て、至るところに成功者を出し、土地開拓に或いは商業に漁業、運送業に大規模の経営を競る者、その数少なからず」云々とある。
- 1923年（大正12年）

沼隈郡誌による「百島村人文誌」には、このように記されている。
「人情敦煌にして懇切掬べきものあり、殊に女子の勤労と男子の海外発展には特筆に価す。又敬神崇佛の念一段深く、貯蓄心に富み、納税成績良好なり」。

### 戦後〜現代
- 1945年（昭和20年）の終戦後、復員等で百島の人口はピークとなるが，その後は過疎化が進み，人口減少が甚だしく進む。
- 2000年（平成12年）に百島幼稚園と百島小・中学校が統合され併設されている。
- 最近ではテレビドラマやバラエティ番組で有名人、著名人多数が百島を訪問している。
- また映画、ドラマでも数本、百島がロケ地として選ばれている。
記憶に残る映画は、百島泊港で撮影された1986年制作井筒和幸監督「犬死せしもの」。出演者は当時若かった真田広之、佐藤浩市、安田成美、今井美樹等。
- 1997年（平成9年）NHK制作ドラマ「極楽遊園地」の舞台となる。泊地区の高台には、主演の千秋実の最後の出演ドラマとなった。また、出演した藤村俊二の直筆の記念石碑が置かれている。
- 地元尾道出身の大林宣彦監督作品の映画「あした」のロケ地もある。
- 2001年（平成13年）11月25日 タレントの間寛平・関西テレビ企画・放映による「百島アミーゴマラソン」が行われた。メキシコオリンピック銀メダリスト君原健二をはじめとして、元ボクシング世界チャンピオン、芸能人多数、また全国からのマラソン愛好者が百島に集った。
- 2005年（平成17年）12月24日 定年後、百島に帰島した藤田氏が、故郷の百島活性化のためイチゴ栽培経営に乗り出した。その物語が、テレビ朝日系列番組「人生の楽園」で紹介された。
- 2006年（平成18年）百島小・中学校の総合学習を取材した中国放送製作のドキュメンタリー番組「いきいき!夢キラリ ボクらの島をドキュメント!」が民間放送教育協会から文部科学大臣賞を受賞している。
- 2007年（平成19年）1月11日 NHKの夜7時の全国ニュースで「百島の弓取り神事」が報道・紹介された。
- 2011年（平成23年）3月27日 5年ぶりに百島診療所がオープン。
- 2012年（平成24年）11月4日 アート・ベース百島（廃校となった百島中学校を再利用したもの）が発信。
- 2013年（平成25年）1月16日 フジテレビ系列番組「おじゃマップ」で百島診療所が取り上げられる。訪問出演者：香取慎吾(SMAP)、山崎弘也（アンタッチャブル）、小池栄子、川越シェフ、世良公則。
- 2022年（令和4年）10月10日　NHK 「鶴瓶の家族に乾杯」で笑福亭鶴瓶が訪れる。

## 交通

### 水上交通
島内の福田港から尾道港と常石港との間でフェリー、旅客船が運航されている。
- 備後商船

尾道〜戸崎〜歌〜満越〜福田（百島）〜常石

### 陸上交通
- 百島バス

## 島の産物
かつては、百島の貝（あさり）と百島大根が、とりわけ美味しいと有名であった。
現在、百島の代表的な農業産物は、イチゴ、きぬさやエンドウ、玉ねぎ、キャベツ、ブロッコリー、ぶどう、ささげ、みかん、でこぽん、ポンカン、ハッサク、甘夏、冬橙、らっきょう、ゆず、レモン、ネーブル等。

## 島出身の著名人
- とまりれん
演歌ヒット作「氷雨」を作詞・作曲。現在百島に居住している。
- 岡崎ウォード伊佐子
「英国人になった大和撫子」の著者 発行：東京キララ社、発売：三一書房。英国在住。